# Canarinho (humorista)
Canarinho, nome artístico de Aloísio Ferreira Gomes (Salvador, 29 de dezembro de 1927 – Mogi das Cruzes, 21 de março de 2014), foi um ator, apresentador, colunista, compositor e humorista brasileiro. Ao longo de mais de cinco décadas de carreira, trabalhou nas principais emissoras do país, tais como Globo, Tupi, Cultura, Band e SBT.
Iniciou a carreira como cantor nas rádios no final da década de 40. A partir daí, foi para a televisão, onde atuou nos mais variados programas, tais como A Praça da Alegria. Canarinho apresentou o programa Clube dos Artistas (1950–51) e outros programas, como o Programa Show Canarinho na TV Excelsior na década de 1960. Porém, foi a partir da década de 1970 que sua imagem passou a se popularizar, atuando na telenovela Meu Pedacinho de Chão e no seriado Jerônimo, o Herói do Sertão, além da série infantil Sítio do Picapau Amarelo. 
A partir de 1987, passou a integrar o elenco do humorístico A Praça É Nossa, onde ficou célebre por suas participações como o debochado "homem do telefone" que sempre irritava um outro que estava por perto, interpretado pelo ator Carlos Koppa, com seus telefonemas. Canarinho permaneceu no programa por mais de vinte anos, até pouco tempo antes de seu falecimento.

## Biografia
Filho de Gonçalo Gomes e Luzia Ferreira Gomes, era já um cantor profissional em 1947 cantando na Rádio Excelsior da Bahia. Chegou a São Paulo em dezembro de 1955 com o Conjunto de samba do Internacional Russo do Pandeiro.
Canarinho foi colunista de esportes do jornal Folha da Manhã e ganhou notoriedade ao participar do programa humorístico denominado Praça da Alegria em 1956, tornando-se um comediante instantâneo. Após sair do programa, começou a fazer shows humorísticos. Em seguida, tornou-se um dos participantes do programa Praça Brasil.
Em 1971, entrou para o elenco da novela Meu Pedacinho de Chão, da TV Globo. Ele era o intérprete do personagem Rodapé. Integrou também a primeira versão da série Sítio do Picapau Amarelo da Rede Globo nos fins dos anos de 1970 e até meados dos anos de 1980, onde interpretava o personagem Garnizé, fazendo parceria com Tonico Pereira que interpretava o personagem Zé Carneiro.
No cinema, participou de Nos Tempos da Vaselina (1979), As Testemunhas Não Condenam (1962), A Desforra (1967), Sábado Alucinante (1970), Diabólicos Herdeiros (1971), Jerônimo, o Herói do Sertão (1972), entre outros.
Com o início da nova versão do Praça Brasil no SBT, em 1987, agora denominada A Praça é Nossa, Canarinho interpretava um teleoperador receptivo em um telefone público ou em um celular, falando em voz alta, junto com o ator e comediante Carlos Koppa. Interpretou, no mesmo programa, também um boneco de ventriloquismo.
Na década de 2000, Canarinho foi afastado do humorístico. Entretanto, logo após retornou ao elenco por meio de shows de humor, mesmo que não se mostrasse presente nos estúdios do SBT para o papel de telefonista no programa humorístico.
Em 2003, voltou a participar do programa, provando, na opinião de alguns, que o seu suposto afastamento havia sido apenas um ato de marketing da produção do programa.
Afastado por problemas de saúde, Canarinho já não atuava com tanta frequência no humorístico. Suas últimas aparições foram em 2013, quando deu vida ao pai de santo Pai Peroba.

## Vida pessoal
Canarinho era casado com Rosa Maria, com quem teve um filho, além de outros três do primeiro casamento. Era torcedor fanático do Corinthians.

## Morte
Canarinho veio a falecer de infarto agudo do miocárdio no Hospital Santana em Mogi das Cruzes, onde estava internado havia cinco dias. O corpo foi cremado no dia seguinte no Crematório da Vila Alpina, em São Paulo.

## Filmografia

### Televisão
| Ano       | Título                      | Papel                           |
| --------- | --------------------------- | ------------------------------- |
| 1956–59   | Teledrama                   | Cobrero                         |
| 1964      | Praça da Alegria            | Canarinho / Rupi                |
| 1965      | Mãe                         | Zacarias                        |
| 1967      | Os Rebeldes                 | Décio                           |
| 1968      | Antônio Maria               | Arquimedes                      |
| 1968      | Sozinho no Mundo            |                                 |
| 1971      | Meu Pedacinho de Chão       | Rodapé                          |
| 1972      | Jerônimo, o Herói do Sertão | Moleque Saci                    |
| 1978–86   | Sítio do Picapau Amarelo    | Malazartes / Garnizé            |
| 1980      | Pé de Vento                 | Zé Queimado                     |
| 1986      | Sinhá Moça                  | Pai André Zamemba               |
| 1987      | Praça Brasil                | Canarinho                       |
| 1987–2014 | A Praça é Nossa             | Canarinho / Boneco / Pai Peroba |
| 2004      | Meu Cunhado                 | Aedes Aegypti Jr.               |

### Cinema
| Ano  | Filme                       | Papel                 |
| ---- | --------------------------- | --------------------- |
| 1962 | As Testemunhas Não Condenam |                       |
| 1967 | A Desforra                  |                       |
| 1971 | Diabólicos Herdeiros        |                       |
| 1975 | O Dia em que o Santo Pecou  | Ventania              |
| 1975 | Bacalhau                    | Salim                 |
| 1976 | Guerra É Guerra             |                       |
| 1977 | Costinha e o King Mong      | guia-turístico        |
| 1977 | Snuff, Vítimas do Prazer    | Juarez                |
| 1978 | Maneco, O Super Tio         | Benedito              |
| 1979 | Sábado Alucinante           | Porteiro da discoteca |
| 1979 | Nos Tempos da Vaselina      | Crioulo               |
| 1979 | A Dama da Zona              | Calú                  |
| 1982 | Tem Piranha no Aquário      | Patuta                |